# Дабрина
Дабрина је насељено мјесто на подручју града Глине, у Банији, Сисачко-мославачка жупанија, Република Хрватска.

## Историја
Дабрина се од распада Југославије до августа 1995. године налазила у Републици Српској Крајини.

## Становништво
На попису становништва 2011. године, Дабрина је имала 86 становника.
| Националност       | 1991. | 1981. | 1971. | 1961. |
| Срби               | 248   | 270   | 416   | 508   |
| Југословени        | 1     | 19    | 4     |       |
| Хрвати             | 1     |       |       | 4     |
| остали и непознато | 3     | 14    | 2     |       |
| Укупно             | 253   | 303   | 422   | 512   |

| Демографија | Демографија | Демографија |
| Година      | Становника  | Становника  |
| ----------- | ----------- | ----------- |
| 1961.       | 512         |             |
| 1971.       | 422         |             |
| 1981.       | 303         |             |
| 1991.       | 253         |             |
| 2001.       | 84          |             |
| 2011.       |             | 86          |

## Попис 1991.
На попису становништва 1991. године, насељено место Дабрина је имало 253 становника, следећег националног састава:
| Попис 1991.‍ | Попис 1991.‍ | Попис 1991.‍ | Попис 1991.‍ | Попис 1991.‍ |
| ----------- | ----------- | ----------- | ----------- | ----------- |
|             |             |             |             |             |
| Срби        | Срби        |             | 248         | 98,02%      |
| Југословени | Југословени |             | 1           | 0,39%       |
| Хрвати      | Хрвати      |             | 1           | 0,39%       |
| непознато   | непознато   |             | 3           | 1,18%       |
| укупно: 253 |             |             |             |             |